# パトリック・シャモワゾー
パトリック・シャモワゾー（仏: Patrick Chamoiseau、1953年12月3日 - ）は、カリブ海のフランス領マルティニーク島の小説家。

## 経歴
黒人たちの民話の語りを応用しつつ豊かな想像力と鮮やかな文体によって描かれた年代記『テキサコ』によって1992年にゴンクール賞を受賞した。
またラファエル・コンフィアン及びジャン・ベルナベとの共著である評論『クレオール礼賛』は、クレオール文化及びクレオール化の肯定的評価を世に知らしめるうえで多大な役割を果たした。
『群像』2013年2月号に、大江健三郎との対談が掲載された。

## 日本語訳
- 『クレオールとは何か』（ラファエル・コンフィアン共著、西谷修訳、平凡社） 1995、のち平凡社ライブラリー
- 『クレオール礼賛』（ジャン・ベルナベ,ラファエル・コンフィアン共著、恒川邦夫訳、平凡社、新しい<世界文学>シリーズ） 1997
- 『テキサコ』（星埜守之訳、平凡社、新しい(世界文学)シリーズ） 1997
- 『幼い頃のむかし』（恒川邦夫訳、紀伊國屋書店） 1998
- 『クレオールの民話』（吉田加南子訳、青土社） 1999
- 『カリブ海偽典 最期の身ぶりによる聖書的物語』（塚本昌則訳、紀伊國屋書店） 2010
- 『素晴らしきソリボ』（関口涼子, パトリック・オノレ共訳、河出書房新社） 2015.1
- 『マニフェスト』（エドゥアール・グリッサン共著、中村隆之訳、以文社） 2024.4